# Roger Turner (Musiker)

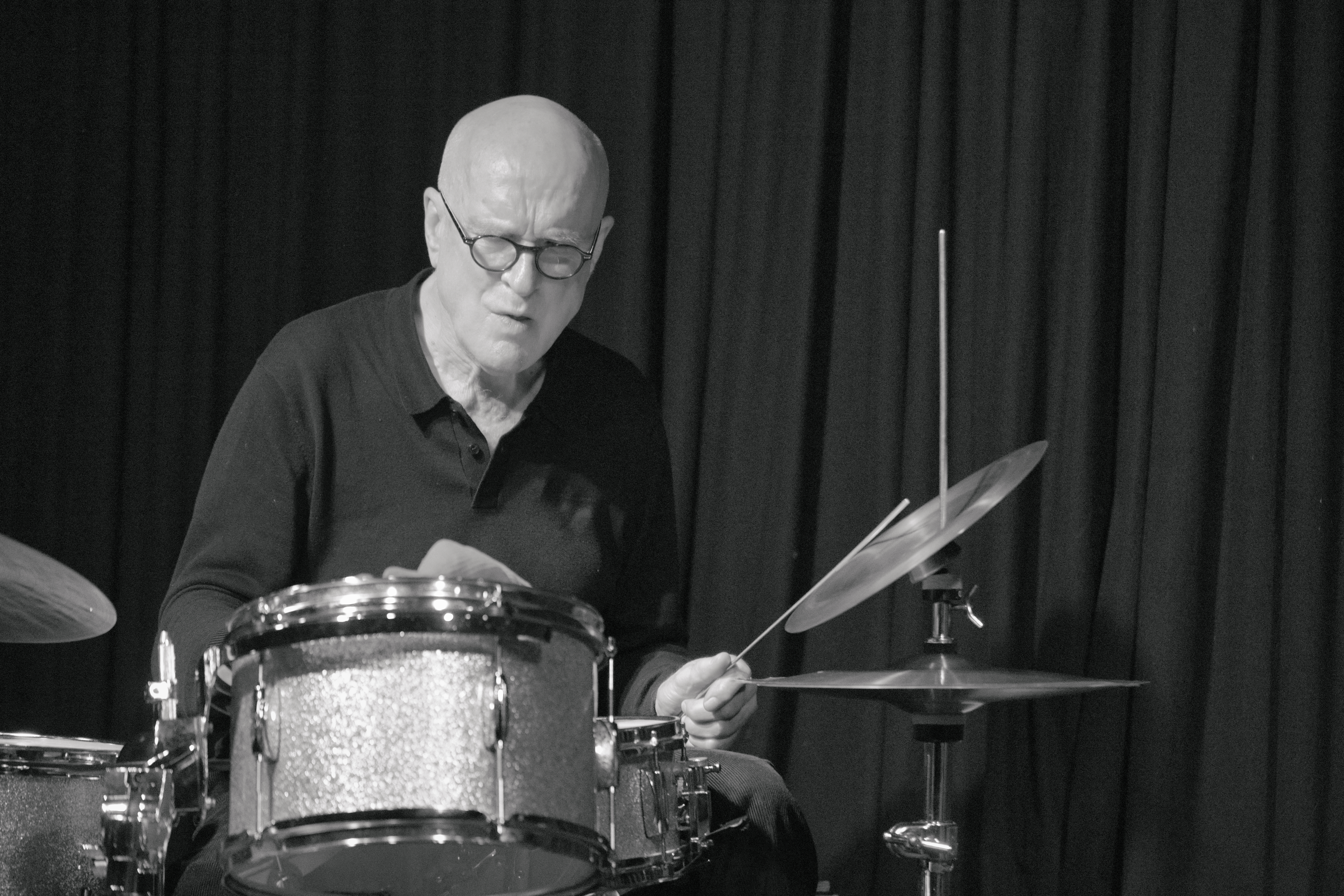
Roger Turner im Club W71, 2024

Roger Turner (* 1946 in Whitstable bei Canterbury) ist ein britischer Schlagzeuger des Modern Jazz und der neuen Improvisationsmusik.

## Leben und Wirken
Turner, der an der Sussex University studierte, hatte seinen ersten Auftritt als professioneller Jazzmusiker 1966 mit Chris Biscoe in Brighton. 1968 ging er nach London, wo er Mitglied der ghanaischen Perkussionsgruppe Mask  wurde. Daneben tourte er mit dem experimentellen Ritual Theatre, mit dem er 1972 seine ersten Aufnahmen bei der BBC einspielte.
Anfang der 1970er Jahre trat er als Solist beim Bracknell Jazz Festival und dem Bruxelles Festival of Percussion auf. 1979 spielte er mit dem Saxophonisten Gary Todd das Album Sunday Best ein. Im gleichen Jahr nahm er mit John Russell und Toshinori Kondō das Album Artless Sky auf. 1981 veröffentlichte Turner sein erstes Soloalbum The Blur Between.

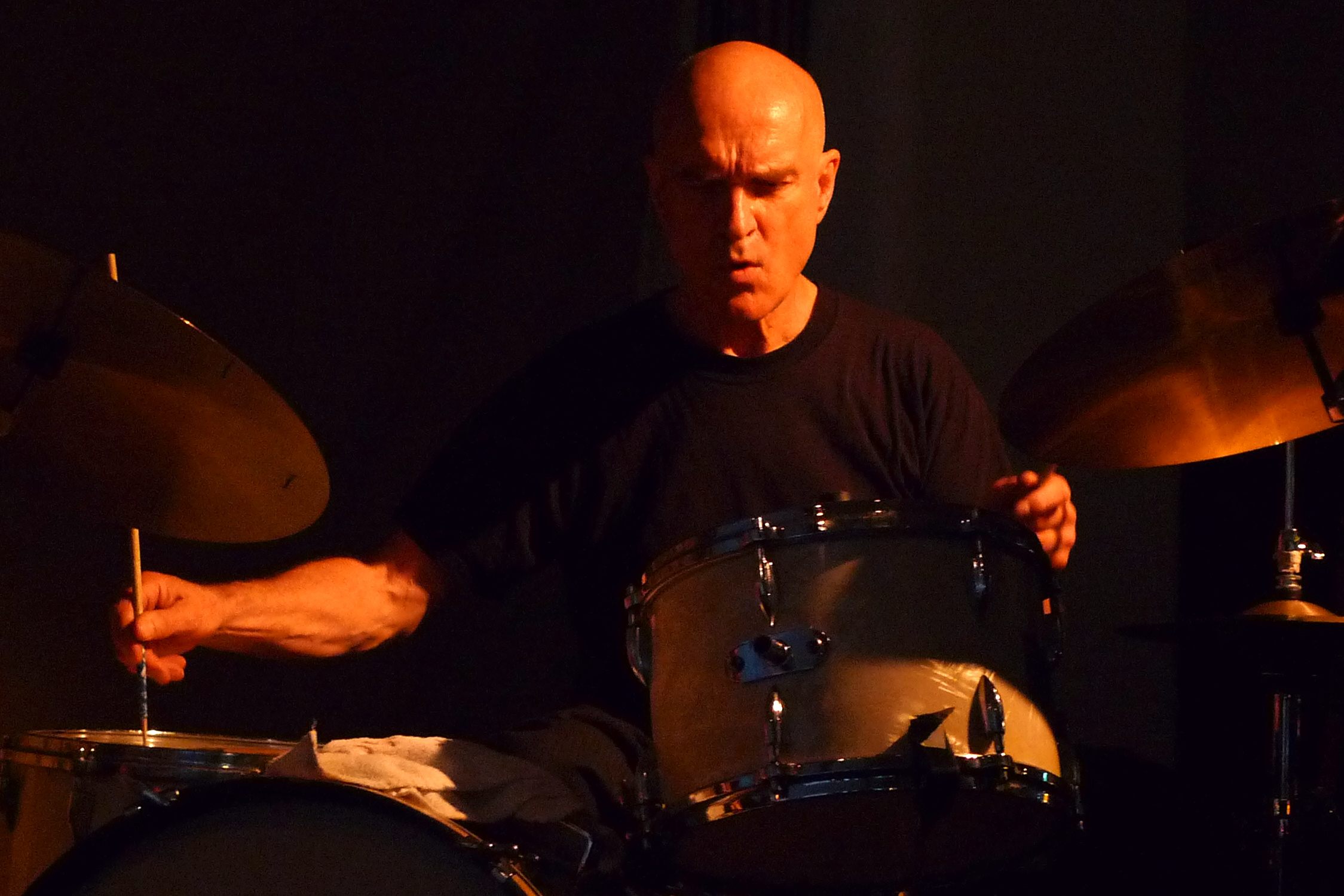
Roger Turner im Cafe Oto (London), 2011. Foto: Andy Newcombe

1980 und 1983 erhielt er Stipendien des Arts Council, um seine Kenntnisse der Perkussions- und elektroakustischen Musik zu vertiefen. 1984 bis 1985 besuchte er Kurse an Alan Silvas Schule in Paris. Zur gleichen Zeit arbeitete er mit experimentellen Rockgruppen und mit Sängerinnen und Sängern wie Annette Peacock, Phil Minton und Vanessa Mackness. Weiterhin war er musikalischer Partner von Toshinori Kondō, Derek Bailey, Dorothea Schürch, Evan Parker, Cecil Taylor und Otomo Yoshihide und trat mit Gruppen wie dem Phil Minton Quartet (mit Veryan Weston und John Butcher), den Recedents (mit Lol Coxhill und Mike Cooper) und In the Tradition (mit Alan Silva und Johannes Bauer), in Duos mit John Russell und Phil Minton und verschiedenen Gruppen Martin Klappers auf. Gemeinsam mit Tim Hodgkinson und Thomas Lehn bildet er seit 1997 das Improvisationstrio Konk Pack, mit dem er bisher drei Alben vorlegte und 2001 durch Nordamerika tourte. Mit Christoph Gallio bildet er seit 2022 das Duo Gatu. Mit Chris Biscoe und Kazuhisa Uchihashi am Daxophon bildet er The Swipe Trio.

## Diskographische Hinweise
- Artless Sky mit John Russell und Toshinori Kondo, 1979
- The Blur Between, Soloalbum, 1981
- Jon Rose Forward of Short Leg, 1981–1984
- Lol Coxhill Couscous, 1983
- Ammo mit Phil Minton, 1984
- The Recendents: Frog Dance, 1985
- The Recedents: Barbecue Strut, 1986
- Take Some Risks mit Alan Silva, Misha Lobko, Didier Petit, Bruno Girard.1986
- The Ferrals mit Phil Minton, Hugh Davies und Alan Tomlinson: Ruff, 1986
- The Recedents: Zombie Bloodbath on the Isle of Dogs, 1988
- In the Tradition mit Alan Silva und Johannes Bauer, 1993
- Dada da mit Phil Minton, 1993
- Short in the U.K. mit Steve Beresford, Dennis Palmer und Bob Stagner, 1994
- The Comfort of Madness mit Helge Hinteregger, 1995
- Recent Croaks mit Martin Klapper, 1997
- Konk Pack Big Deep, 1998
- Umlaut mit Birgit Ulher und Ulrich Phillipp, 2000
- Duos, London 2001 mit Derek Bailey
- Lol Coxhill: Spectral Soprano, 2002
- The Tradition Trio: Tone, 2002
- Drainage mit Phil Minton, 2003
- Trap Street mit Steve Beresford und Alan Tomlinson, 2003
- Number Nine mit Michael Keith und John Oswald, 2005
- Phil Minton Quartet: Slur mit John Russell und Veryan Weston, 2006
- Konk Pack: The Black Hills, 2007/2008
- Daunik Lazro / Jean-François Pauvros / Roger Turner: Curare, 2012
- Axel Dörner / Ra Ra da Boff / Roger Turner: Untitled (London-Leipzig-Berlin), 2013
- Fred Van Hove & Roger Turner:  The Corner (Relative Pitch, 2017)